# Eudoxie Paléologue
Pour les articles homonymes, voir Eudoxie.
Eudoxie Paléologue (Ευδοκία Παλαιολογίνα) (1265 - 1302) est la troisième fille de l'empereur byzantin Michel VIII Paléologue et de son épouse, Theodora Doukaina Vatatzès, une petite-nièce de l'empereur de Nicée, Jean III Doukas Vatatzès.

## Biographie
En 1282 Eudoxie épouse, à Constantinople, Jean II, empereur de Trébizonde avec qui elle a deux fils, Alexis II de Trébizonde et Michel de Trébizonde. En 1298, après la mort de son mari et l'accession de son fils Alexis II au trône, elle retourne à Constantinople, où règne son frère, emmenant son fils le plus jeune avec elle. Andronic II Paléologue reçoit très bien sa sœur, promettant de l'aider dans le besoin. Eudoxie devient ensuite entièrement consacrée aux intérêts de Trébizonde. Elle refuse un deuxième mariage avec le roi Stefan Uroš II Milutin de Serbie souhaitant garder l'honneur de son premier mari. Plus tard, elle s'oppose secrètement au plan de son frère qui était de marier Alexis II à la fille élevée à la cour d'un fonctionnaire, Nicéphore Choumnos. Néanmoins, elle feint d'approuver ce plan espérant ainsi revenir à Trébizonde. En attendant, Alexis II décide de se marier avec une princesse ibérienne. Son oncle Andronic II tente d'empêcher ce mariage et envoie Eudoxie en 1301 à Trébizonde car elle affirme à son frère qu'elle va tout faire pour empêcher son fils de réaliser son projet mais, arrivée à Trébizonde, Eudoxie aide son fils à réaliser son mariage. Eudoxie meurt l'année suivante, et est peut-être enterrée dans l'église de Saint-Grégoire, qu’elle avait fait ériger.